# ラジカル開始剤
ラジカル開始剤（ラジカルかいしざい、radical initiator）とは、ラジカル反応を進めるために穏和な反応条件でラジカルを発生させる化合物。ラジカル開始剤は一般に結合エネルギーの小さな弱い結合を持つ。工業的には、高分子合成の一手法であるラジカル重合反応において重合開始剤として用いられる。下記のようにいくつかのタイプへ分類できる。

## ジハロゲン
ジハロゲン分子はハロゲン-ハロゲン結合のホモリシスにより2個のハロゲン原子ラジカルへ分かれる。例えば塩素分子 (Cl2) からは、紫外線の照射により2個の塩素ラジカル (Cl•) が発生する。これはアルカンのハロゲン化で利用される。

## アゾ化合物
アゾ化合物 (R-N=N-R) は、熱または光により2個の炭素ラジカルと窒素分子に分解する。例えば、アゾビスイソブチロニトリル (AIBN) はシアノイソプロピルラジカルへと（下式）、ABCN はシアノシクロヘキシルラジカルへと分解し、ラジカル反応を開始させる。

## 有機過酸化物
有機過酸化物（ペルオキシド）は -O-O- 結合を持ち、そこが熱によって酸素ラジカルへと分解する。オキシルラジカル RO• は不安定であり、さらなる分解を起こしてより安定な炭素ラジカルへと変わるとされる。例えば ジ-tert-ブチルペルオキシド (t-BuOOBu-t) や tert-ブチルヒドロペルオキシド (t-BuOOH) が熱分解して発生する tert-ブチルオキシルラジカル (t-BuO•) は、続いてメチルラジカル (CH3•) とアセトンへと分解する。過酸化ベンゾイル (BPO, PhC(=O)OOC(=O)Ph) はベンゾイルオキシルラジカル (PhC(=O)O•) へと分解するが、続いて二酸化炭素を遊離してフェニルラジカル (Ph•) へと変わる。メチルエチルケトンから得られるメチルエチルケトンペルオキシドも開始剤として用いられる。

## その他
低温でラジカルを発生させられる試薬として、過酸化水素と鉄(II)塩、過硫酸塩と亜硫酸水素ナトリウムなど、酸化剤と還元剤の組み合わせが用いられる。これをレドックス開始剤と呼ぶ。
トリエチルボラン (Et3B) やジエチル亜鉛 (Et2Zn) もラジカル開始剤として低温ではたらく。

## 取り扱い
アゾ化合物や有機過酸化物などのラジカル開始剤は不安定であるため、冷暗所や冷蔵庫に保管される。爆発のおそれに注意して取り扱われる。